# Abraham Saur
Abraham Saur (auch Abraham Saur von Franckenberg; * 12. Februar 1545 in Frankenberg; † 18. Juli 1593 in Marburg) war ein deutscher Jurist, Historiker und Schriftsteller.

## Leben
Saur studierte, wohl angeregt von Hermann Lersner, zunächst ab 1565 an der Universität Wittenberg, bevor er an die Universität Marburg wechselte, um Rechtswissenschaft zu studieren. 1567 wurde er zum Magister graduiert. Im April 1568 ging er zur weiteren Ausbildung an das Reichskammergericht nach Speyer. Dort wurde er im Mai 1568 zum kaiserlichen Notar ernannt. Allerdings trat er im Oktober 1568 als Hauslehrer in den Dienst von Graf Wolrad II. von Waldeck.
Saur kehrte an seinen Studienort Marburg zurück. Zum 14. März 1575 erhielt er eine Stelle als Advokat und Prokurator am hessischen Samthofgericht Marburg. In dieser Zeit entfaltete er seine fruchtbare schriftstellerische Tätigkeit. Er verblieb bis zu seinem Lebensende im Amt.

## Werke (Auswahl)
- Straffbüchlein, Basse, Frankfurt am Main 1578.
- Güldener Außzug und Fluß von Erbschafften, Frankfurt am Main 1580.
- Theatrvm De Veneficis. Das ist: Von Teuffelsgespenst Zauberern und Gifftbereitern, Schwartzkünstlern, Hexen und Unholden, vieler fürnemmen Historien und Exempel, Basse, Frankfurt am Main 1586.
- Parvum theatrum urbium, Frankfurt am Main 1587.
- Fasciculus iudiciarii ordinis singularis, 2 Bände, Basse, Frankfurt am Main 1588–1589.
- Rhetorica und Epistel Büchlein, Basse, Frankfurt am Main 1593.
- Calendarium Historicum, das ist Ein besondere tägliche Hauß vnd Kirchen-Chronika, Basse, Frankfurt am Main 1594.
- Dives notariorum penus, Frankfurt am Main 1598.
- Peinlicher Proceß, Richter, Frankfurt am Main 1607.
- Vermehrtes Stätte-Buch, Bayern und Ammon, Frankfurt am Main 1658.